# Creagrutus varii
Creagrutus varii är en fiskart som beskrevs av Ribeiro, Benine och Estrela Figueiredo 2004. Creagrutus varii ingår i släktet Creagrutus och familjen Characidae. Inga underarter finns listade i Catalogue of Life.